# General Juan Domínguez Cota
General Juan Domínguez Cota es una localidad del estado mexicano de Baja California Sur. Es parte del municipio de La Paz.

## Toponimia
El nombre de la localidad rinde homenaje a Juan Domínguez Cota, militar partícipe de la Revolución mexicana.

## Demografía
| Gráfica de evolución demográfica |
|                                  |

| Censo | Población |
| ----- | --------- |
| 1980  | 161       |
| 1990  | 291       |
| 2000  | 565       |
| 2010  | 801       |
| 2020  | 1 027     |